# Кыдыралиев, Тимур Болотбекович
Тимур Болотбекович Кыдыралиев (род. 2 мая 1983, Токмак) — киргизский футболист, защитник, тренер. Выступал за сборную Кыргызстана.

## Биография

### Клубная карьера
Дебютировал во взрослом футболе в 2001 году в составе бишкекского клуба «РУОР-Гвардия» в первой лиге Кыргызстана и стал победителем турнира, в 2002 году со своим клубом играл в высшей лиге. В 2003 году выступал за СКА ПВО, стал серебряным призёром чемпионата и обладателем Кубка Кыргызстана. В 2004 году играл за столичный «Шоро», а после его расформирования — за «Жайыл-Баатыр» (Кара-Балта). В 2005 году перешёл в «Дордой-Динамо», в его составе провёл два сезона, в которых становился чемпионом и обладателем Кубка страны. На международном уровне — победитель Кубка президента АФК (2006).
Несмотря на то, что в марте 2007 года выступал за сборную, в чемпионате 2007 года не попал в заявку ни в «Дордое», ни в других клубах высшей лиги. В 2007—2009 годах играл в первой лиге за «Наше Пиво» (Кант), становился победителем турнира. В 2009 году завершил карьеру из за череды травм.

### Карьера в сборной
В составе олимпийской сборной Кыргызстана принимал участие в Азиатских играх 2006 года в Катаре.
В марте 2007 года вызван тренером Нематжаном Закировым для участия в товарищеском турнире Кубок Алма-ТВ. Дебютный матч за национальную сборную Кыргызстана сыграл 7 марта 2007 года против Казахстана, отыграв первый тайм. В своём втором матче, 11 марта 2007 года против Азербайджана был на 65-й минуте удалён с поля. В дальнейшем за сборную не выступал.

### Тренерская карьера
С начала 2010-х годов работал детским тренером в РСДЮСШОР г. Бишкека, Футбольном центре ФФКР и с юношескими сборными страны, а также в клубах «Алга» и «Илбирс». В 2018 году возглавлял «Илбирс-2» в первой лиге.
Окончил КГАФКиС.